# Jeżokrab
Jeżokrab (Lithodes maja pisane też Lithodes maia) – gatunek stawonoga z rodziny krabonowatych Lithodidae zaliczanej do dziesięcionogów miękkoodwłokowych (Anomura). 

## Występowanie
Jeżokrab zamieszkuje północną część Oceanu Atlantyckiego na głębokości 20–200 m, rzadziej do 550 m. Żyje zazwyczaj na twardym podłożu dna morskiego.

## Opis
Jeżokrab osiąga długość ciała do 15 cm. Stawonóg ten jest ubarwiony na kolor ceglastoczerwony. Odnóża oraz pancerz głowotułowia jeżokrabów są pokryte kolcami, natomiast część czołowa jest ząbkowana po obu bokach. Pierwsza para odnóży tułowiowych zakończona jest szczypcami.